# خليج إيسه
خليج إيسه (باليابانية: 伊勢湾) هو خليج يقع في مصب أنهار كيسو الثلاثة، بين محافظتي ميه و آيتشي في اليابان. يبلغ متوسط عمق خليج ايسي نحو 19.5 متر ويبلغ أعلى عمق 30 متر نحو الوسط. عرض المصب يبلغ 9 كيلومترات عرضاً وهو متصل بخليج ميكاوا الأصغر بواسطة قناتين: قناة ناكاياما، وقناة موروساكي. ومن بعدها يتصل بالمحيط الهادئ[1] بواسطة قناة إراكو، والتي تتفاوت في العق بين 50 إلى 100 متر. 

## التاريخ والبيئة
يأخذ خليج إيسه اسمه من المنطقة التي تحيط بضريح إيسه و مدينة إيسه.
الأرض الساحلية المنبسطة التي تمتد من كوانا إلى شمال محافظة ميه إلى إسسه تسمى أرض إيسه المنبسطة، وهي تقع في غرب ساحل خليج إيسه. وقبل فترة مييجي، كانت محافظة إيسه متكونة من أغلب محافظة ميه الحديثة. 
ومن العصور القديمة، وفر خليج إيسه وفرة في المصادر الطبيعية، وسهولة للتنقل لسكان المناطق المحيطة، ونتيجة لذلك تطورت مجتمعات فريدة من نوعها حول الخليج، وازدهر صيد السمك، وزراعة اللؤلؤ ومحاصيل الرز. وميناء ناغويا يعتبر أكبر المرافئ في التجارة لليابان. وقد بُني مطار شوبو سنترير الدولي على جزيرة اصطناعية في الخليج وافتتح عام 2005م ليخدم المنطقة.

## روابط خارجية
- The Role of Circulation in the Development of Hypoxia in Ise Bay, Japan